# Crnoštica
Crnoštica (Servisch cyrillisch Црноштица; Bulgaars Църнощица) is een plaats in de Servische gemeente Bosilegrad. De plaats telt 190 inwoners (2002).